# Język arabski
Język arabski (arab. اللغة العربية, trb. al-luġa al-‘arabijja) – język z rodziny języków semickich, w której zaliczany jest do grupy języków południowo-zachodnich według klasycznego podziału, bądź grupy języków zachodnich, centralnych według podziału Hetzrona i Voigta. Zapisywany jest alfabetycznym pismem arabskim typu abdżad, od strony prawej do lewej.
Powstanie literackiego języka arabskiego datuje się na VII wiek n.e., co związane jest z narodzinami islamu oraz powstaniem imperium muzułmańskiego. Jest to tak zwany klasyczny język arabski, który przekształcił się następnie w literacki język arabski. Początków języka arabskiego należy jednak upatrywać dużo wcześniej - w VIII wieku p.n.e., a jego rozwój można podzielić na następujące etapy: język protoarabski z dialektami staroarabskimi, arabski klasyczny i arabski literacki.
Język protoarabski znany jest z licznych transkrypcji datowanych na okres od VI wieku p.n.e. do VI wieku n.e.. Zachowane inskrypcje pozwalają wydzielić dwa typy dialektów: protoarabskie i staroarabskie. Do zapisu tego języka używano wówczas pisma południowoarabskiego epigraficznego. Wyjątkiem byli Samudejczycy, używający pisma aramejskiego.
Klasyczny język arabski jako język świętej księgi islamu – Koranu oraz język literatury i kultury arabsko-muzułmańskiej odegrał ważną rolę cywilizacyjną. Wraz z ekspansją religii zwiększał się wpływ i zasięg terytorialny samego języka literackiego.
W XIX wieku, w okresie an-Nahdy (odrodzenia Arabów), z języka klasycznego wykształcił się współczesny język arabski (zwany w j. angielskim Modern Standard Arabic, MSA), który stał się instrumentem nowej literatury i kultury arabskiej. Używany jest głównie w formie pisanej, wtórnie w mowie (np. w telewizji). Od klasycznego języka arabskiego różni się niewiele, wyłącznie w zakresie pewnego słownictwa oraz niektórych struktur gramatycznych, uznawanych obecnie za przestarzałe.
Oprócz języka standardowego w krajach arabskich w powszechnym użyciu są dialekty lokalne. Współwystępowanie standardu literackiego i dialektów jako środków komunikacji zarezerwowanych dla różnych sfer społecznych określa się mianem dyglosji.

## Fonologia

### System spółgłoskowy
|             |                 | Wargowe | Międzyzębowe | Zębowe | Zębowe | Zadziąsłowe | Podniebienne | Miękko- podniebienne | Języczkowe | Gardłowe | Krtaniowe |
| czyste      | faryngalizowane | Wargowe | Międzyzębowe |        |        | Zadziąsłowe | Podniebienne | Miękko- podniebienne | Języczkowe | Gardłowe | Krtaniowe |
| ----------- | --------------- | ------- | ------------ | ------ | ------ | ----------- | ------------ | -------------------- | ---------- | -------- | --------- |
| Zwarte      | Bezdźwięczne    |         |              | t [t̪]  | ṭ [t̪ˁ] |             |              | k                    | q          |          | ʾ [ʔ]     |
| Zwarte      | Dźwięczne       | b       |              | d [d̪]  | ḍ [d̪ˁ] | ǧ [ʤ]       |              |                      |            |          |           |
| Szczelinowe | Bezdźwięczne    | f       | ṯ [θ]        | s      | ṣ [sˁ] | š [ʃ]       |              | ḫ [x]                |            | ḥ [ħ]    | h         |
| Szczelinowe | Dźwięczne       |         | ḏ [ð]        | z      | ẓ [ðˁ] |             |              | ġ [ɣ]                |            | ʿ [ʕ]    |           |
| Nosowe      | Nosowe          | m       |              | n      |        |             |              |                      |            |          |           |
| Drżące      | Drżące          |         |              | r      |        |             |              |                      |            |          |           |
| Półotwarte  | Półotwarte      | w       |              |        |        | l           | j            |                      |            |          |           |

W czasach Mahometa spółgłoski [d̪ˁ] i [ʤ] brzmiały najprawdopodobniej jak [ɮˁ] i [ɟ].

### System samogłoskowy
W języku arabskim występują trzy fonemy samogłoskowe: /æ/ (w transkrypcji a), /i/ i /u/. Krótkie i długie samogłoski są różnymi fonemami. Samogłoska /æ/ jest realizowana jako [ɑ] po spółgłoskach gardłowych i faryngalizowanych. Istnieją dwa dyftongi: /æj/ i /æw/, w języku potocznym często realizowane jako [eː] i [oː].

### Sylaba
W języku arabskim dopuszczalne są pojedyncze spółgłoski nagłosowe i zbitki najwyżej dwóch spółgłosek w śródgłosie i wygłosie. Rozpowszechnione w językach europejskich wyrazy takie jak wstęp są niemożliwe w arabskim.

### Akcent
Akcentowana jest pierwsza od końca długa sylaba. Jeśli wszystkie sylaby są krótkie, akcent pada na pierwszą sylabę.

## Morfologia
Struktura wyrazów w języku arabskim opiera się na rdzeniu trójspółgłoskowym i nieciągłych afiksach. Na przykład od rdzenia k-t-b można utworzyć wyrazy takie jak:
- ‏كتاب‎ kitāb „książka”
- ‏كاتب‎ kātib „pisarz”
- ‏مكتوب‎ maktūb „zapisane”
- ‏كتب‎ kataba „on napisał”, także „pisać”.

Język arabski posiada rozbudowany system odmiany czasownika. Istnieją dwa aspekty (dokonany i niedokonany) i pięć trybów: orzekający, przypuszczający, rozkazujący, życzący i energetyczny (używany do podkreślenia pewności, np. jaktubu „on z pewnością pisze”). Podobnie jak w innych językach afroazjatyckich, przedrostki i przyrostki są używane do oznaczenia osoby, liczby i rodzaju.
Poniżej zaprezentowano odmianę czasownika faʿala (robić):
Czas teraźniejszy
| Osoba          | Liczba pojedyncza  | Liczba podwójna    | Liczba mnoga       |
| -------------- | ------------------ | ------------------ | ------------------ |
| 1.             | afʿalu (‏أَفْعَلُ‎)      | nafʿalu (‏نَفْعَلُ‎)     | nafʿalu (‏نَفْعَلُ‎)     |
| 2. (r. męski)  | tafʿalu (‏تَفْعَلُ‎)     | tafʿalāni (‏تَفْعَلَانِ‎) | tafʿalūna (‏تَفْعَلُونَ‎) |
| 2. (r. żeński) | tafʿalīna (‏تَفْعَلِينَ‎) | tafʿalāni (‏تَفْعَلَانِ‎) | tafʿalna (‏تَفْعَلْنَ‎)   |
| 3. (r. męski)  | yafʿalu (‏يَفْعَلُ‎)     | yafʿalāni (‏يَفْعَلَانِ‎) | yafʿalūna (‏يَفْعَلُونَ‎) |
| 3. (r. żeński) | tafʿalu (‏تَفْعَلُ‎)     | tafʿalāni (‏تَفْعَلَانِ‎) | yafʿalna (‏يَفْعَلْنَ‎)   |

Czas przeszły
| Osoba          | Liczba pojedyncza | Liczba podwójna | Liczba mnoga |
| -------------- | ----------------- | --------------- | ------------ |
| 1.             | faʿaltu           | faʿalnā         | faʿalnā      |
| 2. (r. męski)  | faʿalta           | faʿaltumā       | faʿaltum     |
| 2. (r. żeński) | faʿalti           | faʿaltumā       | faʿaltunna   |
| 3. (r. męski)  | faʿala            | faʿalā          | faʿalū       |
| 3. (r. żeński) | faʿalat           | faʿalatā        | faʿalna      |

Ponadto, do czasownika mogą dołączać się (postpozycja) zaimki oznaczające dopełnienie, np. ‏ﺭأﻳﻨﺎﻫﻢ‎ raʾaynāhum „my widzieliśmy ich”.
Rzeczowniki odmieniają się przez przypadki – wyróżniamy mianownik (końcówka -u), dopełniacz (końcówka -i) i biernik (końcówka -a), a także stan konstrukcji (bez końcówki). Istnieją trzy liczby: pojedyncza, podwójna i mnoga. Regularna liczba mnoga ma końcówkę -ūn w mianowniku i -īn w dopełniaczu i bierniku. Wiele rzeczowników tworzy jednak liczbę mnogą w sposób nieregularny (łamana liczba mnoga), np. ‏ربّ‎ (rabb) „władca”, ale ‏أرباب‎ (ʾarbāb) „władcy”.
Język arabski odróżnia rzeczowniki określone (z przedrostkiem ʾal, asymilowanym do następujących spółgłosek t, ṯ, d, ḏ, r, z, s, š, ṣ, ḍ, ṭ, ẓ, n) i nieokreślone (z -n po końcówce przypadka). Po końcówce przypadka rodzajnik ʾal występuje w formie l.
Istnieje gramatyczny rodzaj żeński, tworzony przez dodanie do rzeczownika męskiego -at- przed końcówką przypadka lub -a w stanie konstrukcji. Niektóre wyrazy, takie jak fulk „łódź”, šams „słońce”, czy umm „matka”, są rodzaju żeńskiego mimo braku końcówki.
Podstawowy szyk zdania to VSO. Wyraz określający następuje zawsze po wyrazie określanym, tak jak w innych językach semickich, np. kitābu l-muqaddas „Biblia”, dosłownie „księga święta”.

## Wybrane zwroty
- Tak – na‘am – ‏نعم‎
- Nie – lā – ‏لا‎
- Dzień dobry – ṣabāḥu l-ḫajri – ‏صباح الخير‎
- Dobry wieczór – masāʾu l-ḫajri – ‏مساء الخير‎
- Pokój wam – as-salāmu ‘alaykum – ‏السلام عليكم‎
- Do widzenia – ma‘a s-salāmati – ‏مع السلامة‎
- Jak się czujesz? – kayfa ḥāluka (do mężczyzny), kayfa ḥāluki (do kobiety) – ‏كيف حالك‎
- Witam – marḥaban – ‏مرحبا‎
- Dziękuję – šukran – ‏شكرا‎
- Przepraszam – āsifun – ‏آسف‎
- Jak się nazywasz? – ma (i)smuka? (do mężczyzny), ma (i)smuki? (do kobiety) – „i” nie jest tu wymawiane – ‏ما اسمك‎
- Nie rozumiem – lā afham – ‏لا أفهم‎
- Bóg jest wielki – alllah 'akbar – الله أكبر

### Liczebniki
1. / ١ – wāḥid – ‏واحد‎
2. / ٢ – iṯnān – ‏إثنان‎
3. / ٣ – ṯalāṯa – ‏ثلاثة‎
4. / ٤ – 'arba‘a – ‏أربعة‎
5. / ٥ – ḫamsa – ‏خمسة‎
6. / ٦ – sitta – ‏ستّة‎
7. / ٧ – sab‘a – ‏سبعة‎
8. / ٨ – ṯamāniya – ‏ثمانية‎
9. / ٩ – tis‘a – ‏تسعة‎
10. / ١٠ – `ašara – ‏عشرة‎

## Dialekty
Dialekty języka arabskiego, często bardzo różniące się od języka klasycznego, używane są jedynie w mowie. Sporadycznie wykorzystuje się zapis języka mówionego w dramatach, dialogach książkowych czy komiksach. Posługuje się nimi ludność w Afryce Północnej i na Bliskim Wschodzie. Pomiędzy tymi dialektami występują duże różnice, utrudniające porozumienie osobom pochodzącym z różnych rejonów świata arabskiego. Niekiedy mówi się wręcz o językach arabskich, porównując sytuację do epoki formowania się języków romańskich z lokalnych dialektów łaciny ludowej (patrz dyglosja).